# Kościół Niepokalanego Serca Najświętszej Maryi Panny w Krajniku
Kościół Niepokalanego Serca Najświętszej Maryi Panny w Krajniku – katolicki kościół filialny zlokalizowany we wsi Krajnik w gminie Gryfino, w powiecie gryfińskim (województwo zachodniopomorskie). Należy do parafii św. Ojca Pio w Pniewie.

## Historia i architektura
Kościół wzniesiony został w XVIII wieku. Budowla, otynkowana z zewnątrz, posadowiona jest na kamienno-ceglanym fundamencie. Późniejsze przebudowy zatarły pierwotny charakter budowli, z oryginalnych elementów widoczny pozostał jedynie tympanon nad umieszczonym w elewacji północnej portalem wejściowym. Nad zachodnią częścią korpusu nawowego posadowiona jest niewielka czworokątna wieża, nakryta dachem namiotowym.
Wnętrze kościoła nakrywa drewniany, belkowany strop. W zachodniej części nawy, nad wejściem, znajduje się wsparta na słupach empora chórowa.
Po 1945 roku kościół, początkowo nieużytkowany, popadł w ruinę. Odbudowany został w 1960 roku, wówczas też dobudowana została do niego zakrystia. Konsekracji kościoła dokonał w dniu 22 maja 1960 roku ks. Jerzy Kowalski.
Obok kościoła znajduje się dawny ewangelicki cmentarz, na terenie którego urządzone zostało lapidarium.